# 拉莫雷拉
拉莫雷拉，是西班牙埃斯特雷马杜拉巴达霍斯省的一个市镇。总面积43平方公里，2001年普查人口總數為783人，人口密度為每平方公里18人。